# Xiphinema diversicauadatum
Xiphinema diversicauadatum är en rundmaskart som först beskrevs av Heinrich Micoletzky 1927.  Xiphinema diversicauadatum ingår i släktet Xiphinema och familjen Longidoridae. Inga underarter finns listade i Catalogue of Life.